# Ceratina minima
Ceratina minima är en biart som beskrevs av Heinrich Friese 1909. Ceratina minima ingår i släktet märgbin, och familjen långtungebin. Inga underarter finns listade i Catalogue of Life.